# ジュゼッピーナ・バキタ
ジュゼッピーナ・バキタ （Giuseppina Bakhita, 1869年 - 1947年2月8日）は、スーダン出身の修道女。カトリック教会の聖人。スーダンの守護聖人。

## 生涯
バキタは西スーダン・ダルフール地方の村オルゴッサで、村の有力者の家に生まれた。彼女の父親は村長と兄弟であった。彼女が7歳の時、アラブ人の奴隷狩りにあって誘拐され、その後8年もの間、エル・オベイドやハルトゥームの奴隷市場で5度も売られた。この過酷な経験が精神的外傷となって、彼女は自分の名前を忘れてしまい、奴隷たちからアラビア語の名前バキタ（幸運、という意味）を与えられた。
バキタは奴隷の間、ひどい暴力を受けていた。かつて、彼女の所有者の息子に幾度も殴られる暴行を受け、一ヶ月余り藁のベッドから起きあがることができなかった。のちに彼女は四度目の所有者となるオスマン帝国の軍人に、最もひどい虐待を受けた。当時、自分の所有する奴隷にすることは珍しくもなかったが、彼は自分の所有する奴隷に『彼のものである印』として、刃物で傷を付け入れ墨をしたのである。何年も後にバキタがイタリア語で書いた自伝には、小麦粉の入った皿、塩の皿、刀、それらを女性たちが持ってきて、彼女たちがバキタの肌の上に刃物をつきたてて奴隷を示す模様を刻み、傷口を小麦粉と塩で埋めて傷口が盛り上がるようにしたのだった。バキタの胸元、腹、腕には114種類の模様があった。
彼女の最後の購入者となったのは、イタリアの領事カッリスト・レニャーニだった。彼はバキタに優しく接し、彼女を自由にすべく計画をした。1885年、彼は16歳のバキタを友人アウグスト・ミキエーリに託した。ミキエーリは、自分の娘ミンミーナの乳母としてバキタをイタリアへ連れ帰った。1888年か1889年、バキタとミンミーナは、ミキエーリが仕事で紅海へ向かった間、ヴェネツィアのカノッサ修道女会の保護のもとに置かれた。1890年、バキタは自分の意志で洗礼を受け、洗礼名はジュゼッピーナ・マルガリータ（Giuseppina Margarita）である。
ミキエーリ夫妻が帰国してバキタとミンミーナを呼び寄せようとしたが、バキタは修道院を離れるのをいやがった。ミキエーリ夫人は出させようとしたが、バキタとミンミーナがヴェネツィアで入学した最上の学校は、権威者に訴え出た。イタリアの法廷は、バキタの出生以前からスーダンでは奴隷制度が非合法化されており、どんな場合でもイタリアの法律は奴隷制度を承認しない、バキタが奴隷であったことは一度もない、と宣告した。バキタはもはや成人になって、自分で自分の運命をコントロールすることができると知った最初の出来事となった。彼女は修道会に残ることを選択した。

### 修道女として
1896年に修道誓願を宣立。1902年、カノッサ修道女会の修道女となったバキタは北イタリアのスキーオに配属され、残りの人生を過ごした。彼女が長期間スキーオを留守にしたのは1935年から1938年までのことで、この時期はイタリアのミラノに滞在し、アフリカで働く若い修道女たちの準備を手伝っていた。
スキーオで暮らした45年間、料理人、聖具室係、ポートレス（ドアの番人）として務め、地元のコミュニティと頻繁に連絡を取っていた。彼女の優しさ、穏やかな声、絶えない笑顔はよく知られるようになり、彼女は特別な献身と高潔さを持つと評判を得た。ヴィチェンツァ住民らは今も彼女を『ラ・ノストラ・マードレ・モレッタ』（La nostra madre moretta、私たちの小さな褐色の母）と呼ぶ。彼女は回顧録を書くこと、自身の経験を他人に話すことを命じられた。伝記の出版後、彼女はイタリア中で有名となった。最晩年、バキタは苦痛と病が著しかったが、彼女は朗らかさを保ち、何かを尋ねられるといつも笑みを浮かべて『主のお望みのままに』と答えた。死が迫ったとき、彼女の記憶は奴隷だった頃に逆戻りし、錯乱の中で『どうか鎖を外してください・・・重すぎるのです。』と叫んだ。彼女の最後の言葉は「マドンナ!マドンナ!」であった。

## 列聖
バキタは1947年2月8日に帰天。3日間、彼女の遺体が安置され、何千もの人々が彼女に敬意を払いにやってきた。彼女を列聖してほしいという声がすぐに起こり、彼女の死からわずか12年後の1959年に審査が開始された。1978年12月1日、ローマ教皇ヨハネ・パウロ2世は、バキタを列聖の最初の段階である尊者とした。1992年5月17日に列福され、2000年10月1日、列聖された。

## 関連書籍
- マリア・アロイジア・ダニノ著、金松エイ子訳『バキタ　自由の賛歌』ドン・ボスコ社、2000年
- オーギュスタ・キュレリ文・絵、金松エイ子訳『バキタのおはなし』ドン・ボスコ社、2000年